# Dwg
DWG je vlasnički binarni format datoteke koji se koristi za pohranu 2D ili 3D podataka. To je izvorni format za nekoliko CAD programa kao što su DraftSight, AutoCAD, GstarCAD, Caddy i Open Design Alliance. Osim toga, DWG je također podržan od strane mnogih drugih CAD aplikacija. 
DWG datoteke su također i .bak (sigurnosna kopija), .dws (standardni crtež), .dwt (predložak crteža) i .sv$ (privremeno automatsko spremanje).
DWG je razvio Mike Riddle u kasnim 1970-ima, a Autodesk 1982.g. ga je počeo koristiti kao osnovni format za AutoCAD 